# 木酮糖-5-磷酸
D-木酮糖-5-磷酸是一个磷酸戊糖途径中的中间代谢产物，由酮糖核酮糖-5-磷酸而来。最近的研究表明，此物质在基因表达中也有重要作用，主要与转录因子ChREBP有关。